# Rosopaella nigra
Rosopaella nigra är en insektsart som beskrevs av Webb 1983. Rosopaella nigra ingår i släktet Rosopaella och familjen dvärgstritar. Inga underarter finns listade i Catalogue of Life.